# Tour della nazionale maschile di rugby a 15 delle Figi 1969
Nel 1969 la nazionale di rugby a 15 delle Figi si reca in Tour in Australia. Un bel successo (26-3) su una selezione Australiana, senza riconoscimento ufficiale è il risultato migliore del tour (La Nazionale maggiore Australiana in quei giorni era in tour in Sudafrica).
Complessivamente 7 vittorie e 2 sole sconfitte.

## Risultati
| Melbourne 12 luglio 1969 | Victoria | 8 – 40 | Figi XV |  |

| Canberra 16 luglio 1969 | A.C.T. | 12 – 17 | Figi XV |  |

| Sydney 19 luglio 1969 | Sydney | 16 – 31 | Figi XV |  |

| Tamworth 23 luglio 1969 | NSW Country | 9 – 22 | Figi XV |  |

| Sydney 26 luglio 1969 | New South Wales | 6 – 5 | Figi XV | (Sports Ground) |

| Brisbane 30 luglio 1969 | Queensland | 17 – 16 | Figi XV | (Ballymore Stadium) |

| Arbitro: | I. Crowe |

| |            | |
| mete: trasf.: c.p.: Drop: | Marcatori  | mete: Nacolai, Raikuna Bolawaqatabu, Nabuta trasf.: Sikivou 4 c.p.: Sikivou 2 |
| 15.Peter Payten 14.Jeff McLean, 11.Ross Birrell 13.Owen O'Donnell, 12.Robbie Parker 10.Bill Andrews, 9.Eric Tindall (capt) 8.Keith Bell, 7.Bob Wood, 6.Keith Henry 5.Alan Kennington, 4.Tony Gelling 3.Alec Evans, 2.David Crombie, 1.Tony Miller | Formazioni | 15.Naqelevuki 14.Nacolai , 11.Sailosi 13.Raikuna 12.Gutugutuwai 10.Raitiliva 9.Sikivou 8.Toga , 7.Bolawaqatabu 6.Kurisaru 5.Ravouvou 4.Naucabalavu (Sr) 3.Qoro , 2.Volavola 1.Nabuta sostituti: Nasalo, Peniasi |

| Goondiwindi 6 agosto 1969 | Queensland Country | 21 – 40 | Figi XV |  |

| Townsville 9 agosto 1969 | North Queensland | 11 – 44 | Figi XV |  |